# Isac Chiva
Pour les articles homonymes, voir Chiva (homonymie).
Isac Chiva, né le 7 septembre 1925 à Iași en Roumanie et mort le 30 avril 2012 à Paris 6e, est un anthropologue français spécialiste en anthropologie sociale et proche collaborateur de Claude Lévi-Strauss. Il est le frère du psychologue Matty Chiva. Il se disait « profondément métèque » et fut un personnage central de l'ethnologie rurale française.

## Biographie
Né dans une famille de la bourgeoisie juive de Roumanie, Isac Chiva est obligé, en 1938, avec l'avènement du gouvernement d'Octavian Goga, d'interrompre ses études en raison du numerus clausus instauré dans les universités en faveur des « Roumains de souche »[réf. nécessaire] (c'est-à-dire chrétiens). 
Durant la Seconde Guerre mondiale, alors que la Roumanie est dirigée par un régime fasciste, xénophobe et antisémite, Isac est le témoin terrorisé, les 28 et 30 juin 1941, à l'âge de 16 ans, du pogrom de Iași, tragédie qui le marquera toute sa vie avec une intensité telle, qu'il ne pourra relater lui-même ses souvenirs par écrit. Ce n'est qu'au soir de sa vie qu'il les confiera à Alexandra Laignel-Lavastine dans un entretien publié dans Les Temps modernes (no 623) en 2003.
En 1948, il fuit son pays qui tombe sous le joug d'un autre pouvoir totalitaire, le régime stalinien. Il arrive en France et s'installe à Paris.
Isac Chiva étudia à la Sorbonne et obtint une licence libre de sciences sociales. En 1951, il est recruté au CNRS. Il travaille alors au service du Musée des Arts et traditions populaires, il se spécialise en tant qu'ethnologue « ruraliste » en menant des enquêtes dans divers villages de France, notamment en collaboration avec l'Unesco. Il a également étudié le milieu rural aux Antilles françaises, à Haïti ainsi qu'en Suisse romande.
En 1960, Claude Lévi-Strauss élu au Collège de France lui demande d'être à ses côtés pour diriger le Laboratoire d'Anthropologie Sociale (LAS) qu'il met en place. Isac Chiva y crée la revue multidisciplinaire Études rurales et se voit aidé dans cette tâche par l'anthropologue Françoise Zonabend et l'historien Yves Lemoine. Dans les années 1960, il entre à l'École pratique des hautes études où Fernand Braudel lui demande d'organiser un colloque sur "L'assolement triennal en Europe" à l'issue duquel sera lancée la revue Études rurales dont Isac Chiva prendra la direction éditoriale jusqu'en 1982.
En 1970, Isac Chiva est élu directeur d'études à l'EPHE. Il l'est ensuite à l'EHESS (École des hautes études en sciences sociales).
C’est grâce à Isac Chiva, qui la présente à Clemens Heller, administrateur de la Fondation Maison des sciences de l'homme, que le séminaire d’Anne-Lise Stern s’y est tenu à partir de 1992 – avec pour titre : « Camps, histoire, psychanalyse. Leur nouage dans l’actualité européenne. »
Européen convaincu, Isac Chiva a œuvré à faire connaître les travaux de ses collègues d’Outre-Rhin et à promouvoir les échanges entre les ethnologies de langue allemande et de langue française.
Il a été brièvement président de la Société d'ethnologie française de 1978 à 1979.

## Travaux
- Lettre reçue d'Isac Chiva, 1933-1994 Correspondance entre Isac Chiva et Jean Gottmann, Paris, 1964
- Les études rurales en France, éditions de l'École des Hautes Études en Sciences Sociales, 1972,  (ISBN 271320805X)
- Les Baronnies des Pyrénées: anthropologie et histoire, permanences et changements, édition de l'École des hautes études en sciences sociales, 1999
- Laboratoire d'anthropologie sociale, L'affaire Eugénie Goldstern, L'histoire d'une non-histoire, École des Hautes Études en Sciences Sociales, Paris, décembre 2002
- Le magicien des vitrines: le muséologue Georges Henri Rivière, éditions de la Maison des sciences de l'homme, 2003